# Użytkownik komputera

Użytkownik jako element systemu.

Użytkownik komputera, użytkownik systemu (dalej: użytkownik) – osoba korzystająca z systemu komputerowego; osoba, grupa osób, instytucja, organizacja lub nawet oddzielny system, który ma prawo do użytkowania systemu komputerowego.
W rozumieniu informatycznym, a więc takim, które ma zastosowanie w oprogramowaniu, użytkownik jest podmiotem posiadającym unikatową nazwę służącą do jego identyfikacji w celu umożliwienia dostępu do systemu informatycznego oraz korzystania z jego zasobów.

## Nazwa użytkownika
Użytkownicy są identyfikowani według nazwy – wybranego identyfikatora znakowego zwanego identyfikatorem użytkownika. Identyfikator ten, zależnie od użytego systemu operacyjnego, podlega pewnym ograniczeniom – w większości systemów dozwolone są tylko litery, cyfry i niektóre znaki specjalne. Identyfikatory podlegają również ograniczeniom co do liczby użytych znaków.

## Identyfikacja użytkownika
Aby użytkownik został zidentyfikowany, musi posiadać konto użytkownika, do którego przypisany jest jego identyfikator i hasło uwierzytelniające. Użytkownicy uzyskują dostęp do systemu poprzez interfejs użytkownika, a sam proces identyfikacji jest nazywany logowaniem. Po zalogowaniu użytkownika, system operacyjny stosuje, zamiast nazwy użytkownika, identyfikator liczbowy, np. w systemach Unix i Linux jest to UID.
Identyfikacja użytkownika nie jest tym samym co jego autoryzacja – jednak podczas logowania przeprowadzana jest zwykle również automatyczna autoryzacja użytkownika, co ma na celu ułatwienie w korzystaniu z systemu informatycznego.
Po identyfikacji, użytkownik może uzyskać dostęp do, np.:
- komputera,
- systemu komputerowego,
- systemu informatycznego,
- poczty elektronicznej,
- sieci komputerowej,
- sieci lokalnej.